# Tour de Colombie 1952
Le Tour de Colombie 1952, qui se déroule du 12 janvier au 27 janvier 1952, est remporté par le Français José Beyaert. Cette épreuve est composée de 13 étapes pendant lesquelles les cyclistes ont parcouru une distance totale de 1 659 km.

## Étapes
| Étape     | Date       | Villes étapes        |  | Distance (km) | Vainqueur d’étape | Leader du classement général |
| --------- | ---------- | -------------------- |  | ------------- | ----------------- | ---------------------------- |
| 1re étape | 12 janvier | Bogota - Honda       |  | 163           | Humberto Varisco  | Humberto Varisco             |
| 2e étape  | 13 janvier | Honda - Fresno       |  | 41            | José Beyaert      | Humberto Varisco             |
| 3e étape  | 14 janvier | Fresno - Manizales   |  | 100           | José Beyaert      | José Beyaert                 |
| 4e étape  | 15 janvier | Manizales - Riosucio |  | 118           | Antonio Isaza     | José Beyaert                 |
| 5e étape  | 16 janvier | Riosucio - Medellín  |  | 169           | Efraín Forero     | José Beyaert                 |
| 6e étape  | 18 janvier | Medellín - Riosucio  |  | 169           | José Beyaert      | José Beyaert                 |
| 7e étape  | 19 janvier | Riosucio - Pereira   |  | 124           | Sady Vallejo      | José Beyaert                 |
| 8e étape  | 20 janvier | Pereira - Cali       |  | 234           | Humberto Varisco  | José Beyaert                 |
| 9e étape  | 22 janvier | Cali - Sevilla       |  | 169           | Ramón Hoyos       | José Beyaert                 |
| 10e étape | 23 janvier | Sevilla - Armenia    |  | 63            | Humberto Varisco  | José Beyaert                 |
| 11e étape | 24 janvier | Armenia - Ibagué     |  | 100           | José Beyaert      | José Beyaert                 |
| 12e étape | 26 janvier | Ibagué - Girardot    |  | 88            | Humberto Varisco  | José Beyaert                 |
| 13e étape | 27 janvier | Girardot - Bogota    |  | 140           | José Beyaert      | José Beyaert                 |

### Classement général final
Deux grands quotidiens colombiens publient les résultats de la compétition avec quelques différences sur les temps réalisés.
|    | Cycliste              | Pays      |    | Temps            |
| -- | --------------------- | --------- | -- | ---------------- |
| 1  | José Beyaert          | France    | en | 71 h 4 min 7 s   |
| 2  | Humberto Varisco (es) | Argentine | en | 71 h 10 min 31 s |
| 3  | Pedro Nel Gil         | Colombie  | en | 73 h 24 min 35 s |
| 4  | Ernesto Gallego       | Colombie  | en | 73 h 39 min 27 s |
| 5  | Oscar Oyola           | Colombie  | en | 75 h 20 min 36 s |
| 6  | Ramón Hoyos           | Colombie  | en | 75 h 23 min 30 s |
| 7  | Tito Gallo            | Colombie  | en | 75 h 41 min 12 s |
| 8  | Antonio Isaza         | Colombie  | en | 76 h 24 min 6 s  |
| 9  | Gonzalo Díaz          | Colombie  | en | 77 h 13 min 23 s |
| 10 | Roberto Cano (es)     | Colombie  | en | 77 h 46 min 16 s |

|    | Cycliste              | Pays      |    | Temps            |
| -- | --------------------- | --------- | -- | ---------------- |
| 1  | José Beyaert          | France    | en | 71 h 6 min 7 s   |
| 2  | Humberto Varisco (es) | Argentine | en | 71 h 11 min 31 s |
| 3  | Pedro Nel Gil         | Colombie  | en | 73 h 24 min 35 s |
| 4  | Ernesto Gallego       | Colombie  | en | 73 h 39 min 57 s |
| 5  | Oscar Oyola           | Colombie  | en | 75 h 20 min 36 s |
| 6  | Ramón Hoyos           | Colombie  | en | 75 h 23 min 30 s |
| 7  | Tito Gallo            | Colombie  | en | 75 h 41 min 12 s |
| 8  | Antonio Isaza         | Colombie  | en | 76 h 28 min 6 s  |
| 9  | Gonzalo Díaz          | Colombie  | en | 77 h 12 min 28 s |
| 10 | Roberto Cano (es)     | Colombie  | en | 77 h 46 min 18 s |